# Giải thưởng Điện ảnh Hồng Kông lần thứ 7
Giải thưởng Điện ảnh Hồng Kông lần thứ bảy được tổ chức năm 1988 tại Hồng Kông.

## Danh sách các đề cử và giải thưởng
| Phim hay nhất                          | Phim hay nhất              | Phim hay nhất |
| Phim                                   | Tên tiếng Anh              |               |
| -------------------------------------- | -------------------------- | ------------- |
| Thu thiên đích đồng thoại (秋天的童話) | An Autumn's Tale           |               |
| Thiên bồ tát (天菩薩)                  |                            |               |
| Thiến nữ u hồn (倩女幽魂)              | A Chinese Ghost Story      |               |
| Thư kiến ân cừu lục (書劍恩仇錄)       | The Book and the Sword     |               |
| Tối hậu thắng lợi (最後勝利)           |                            |               |
| Long hổ phong vân (龍虎風雲)           | City on Fire               |               |
| Đạo diễn xuất sắc nhất                 |                            |               |
| Đạo diễn                               | Phim                       |               |
| Lâm Linh Đồng                          | Long hổ phong vân          |               |
| Lâm Linh Đồng                          | Giam ngục phong vân        |               |
| Trình Tiểu Đông                        | Thiện nữ u hồn             |               |
| Trương Uyển Đình                       | Thu thiên đích đồng thoại  |               |
| Hứa An Hoa                             | Thư kiếm ân cừu lục        |               |
| Đàm Gia Minh                           | Tối hậu thắng lợi          |               |
| Kịch bản hay nhất                      |                            |               |
| Biên kịch                              | Phim                       |               |
| La Khải Nhuệ                           | Thu thiên đích đồng thoại  |               |
| Vương Gia Vệ                           | Tối hậu thắng lợi          |               |
| Cam Quốc Vệ                            | Thần kì lưỡng nữ hiệp      |               |
| Trầm Tây Thành                         | Long hổ phong vân          |               |
| Nam Yến                                | Giam ngục phong vân        |               |
| Nam diễn viên chính xuất sắc nhất      |                            |               |
| Diễn viên                              | Phim                       |               |
| Chu Nhuận Phát                         | Long hổ phong vân          |               |
| Chu Nhuận Phát                         | Giam ngục phong vân        |               |
| Chu Nhuận Phát                         | Thu thiên đích đồng thoại  |               |
| Lý Tu Hiền                             | Long hổ phong vân          |               |
| Trương Quốc Vinh                       | Anh hùng bản sắc 2         |               |
| Tằng Chí Vĩ                            | Tối hậu thắng lợi          |               |
| Đạt Thức Thường                        | Thư kiếm ân cừu lục        |               |
| Nữ diễn viên chính xuất sắc nhất       |                            |               |
| Diễn viên                              | Phim                       |               |
| Tiêu Phương Phương                     | Bất thị oan gia bất tụ đầu |               |
| Vương Tổ Hiền                          | Thiện nữ u hồn             |               |
| Lý Điện Lãng                           | Tối hậu thắng lợi          |               |
| Lý Lệ Trân                             | Tối hậu thắng lợi          |               |
| Trịnh Du Linh                          | Thần kì lưỡng nữ hiệp      |               |
| Chung Sở Hồng                          | Thu thiên đích đồng thoại  |               |
| Nam diễn viên phụ xuất sắc nhất        |                            |               |
| Diễn viên                              | Phim                       |               |
| Lương Triều Vĩ                         | Nhân dân anh hùng          |               |
| Hoàng Bân                              | Nhân dân anh hùng          |               |
| Ngọ Mã                                 | Thiện nữ u hồn             |               |
| Hà Gia Câu                             | Giam ngục phong vân        |               |
| Trương Triệu Dương                     | Giam ngục phong vân        |               |
| Từ Khắc                                | Tối hậu thắng lợi          |               |
| Nữ diễn viên phụ xuất sắc nhất         |                            |               |
| Diễn viên                              | Phim                       |               |
| Kim Yến Linh                           | Nhân dân anh hùng          |               |
| Ngô Gia Lệ                             | Long hổ phong vân          |               |
| Cao Lệ Hồng                            | Đông phương ngốc ưng       |               |
| Diệp Đức Nhàn                          | Quỷ tân nương              |               |
| Diễn viên mới xuất sắc nhất            |                            |               |
| Diễn viên                              | Phim                       |               |
| Lâm Quốc Bân                           | Tỉnh cảnh kỳ binh tục tập  |               |
| Hạ Chí Trân                            | Đông phương ngốc ưng       |               |
| Hoàng Quang Lượng                      | Giam ngục phong vân        |               |
| Trần Tùng                              | Quỷ mã giáo viên           |               |
| Dương Linh                             | Tịnh muội chính truyện     |               |